# Präsidentenwahl in der Republik China (Taiwan) 1996
Die Präsidentenwahl in der Republik China 1996 fand am 23. März 1996 statt. Es handelte sich um die 9. Wahl eines Präsidenten und um die erste direkte Wahl eines Präsidenten und Vizepräsidenten in der Geschichte der Republik China. Der amtierende und erneut kandidierende Präsident Lee Teng-hui von der Kuomintang gewann die Wahl mit 54 % der abgegebenen Stimmen. Am selben Tag wurde auch die Nationalversammlung neu gewählt. Die Wahlen standen auch unter dem Eindruck massiver militärischer Drohgebärden der Volksrepublik China, die kurz vor der Wahl ballistische Raketentests in der Formosastraße durchführte (siehe Dritte Taiwanstraßenkrise).

## Hintergrund
Im Jahr 1947 hatte die letzte gesamtchinesische Wahl zur Nationalversammlung stattgefunden. Danach hatten im chinesischen Bürgerkrieg die Kommunisten auf dem chinesischen Festland die Macht übernommen und die nationalchinesische Regierung unter der Führung der Kuomintang war auf die Insel Taiwan geflüchtet. Die gewählte Nationalversammlung blieb weiterhin im Amt, da die Kuomintang den Alleinvertretungsanspruch für ganz China aufrechterhielt und den Standpunkt vertrat, die Nationalversammlung könne nur durch neue gesamtchinesische Wahlen ersetzt werden. Die Bewohner Taiwans konnten bei den angesetzten Wahlen der folgenden Jahrzehnte immer nur die Vertreter der Provinz Taiwan neu wählen. De facto bedeutete dies die Einparteienherrschaft der Kuomintang.
Der Alleinvertretungsanspruch für ganz China wurde jedoch mit dem zunehmenden internationalen Gewicht der Volksrepublik China immer unrealistischer. 1971 wurde die Volksrepublik China in die Vereinten Nationen und als ständiges Mitglied in den Sicherheitsrat der Vereinten Nationen aufgenommen, die Republik China auf Taiwan verlor dagegen ihren ständigen Sitz und ihre Mitgliedschaft in den Vereinten Nationen. Unter Deng Xiaoping begann ab den 1970er Jahren ein stetiger Wirtschaftsaufschwung in der Volksrepublik China unter marktwirtschaftlichen Vorzeichen.
Auch in der Republik China auf Taiwan, einem der „Tigerstaaten“, gab es einen rasanten Wirtschaftsaufschwung. Damit einher ging ab den 1980er Jahren unter dem Präsidenten Chiang Ching-kuo eine zunehmende Liberalisierung. 1987 wurde schließlich auch das seit dem Zweiten Weltkrieg geltende Kriegsrecht aufgehoben. 1986 wurde noch in der Illegalität die Demokratische Fortschrittspartei als erste Oppositionspartei gegründet. Nach dem Tod Chiang Ching-kuos im Jahr 1988 wurde der bisherige Vizepräsident Lee Teng-hui sein Nachfolger im Präsidentenamt. Dieser setzte die demokratischen Reformen fort. Im Jahr 1991 wurden die seit 1947 im Amt befindlichen Abgeordneten von Legislativ-Yuan und Nationalversammlung zur Aufgabe ihrer Mandate genötigt. Eine Verfassungsänderung trat in Kraft, die eine Direktwahl des Präsidenten und Vizepräsidenten (anstelle der bisherigen Wahl durch die Nationalversammlung) vorsah.

## Wahlkampf und Kandidaten
Die Kuomintang nominierte auf ihrem Parteikongress im August 1995 den amtierenden Präsidenten Lee Teng-hui als ihren Spitzenkandidaten. Dieser wählte sich den amtierenden Premierminister Lien Chan als Kandidaten für den Posten des Vizepräsidenten. In der Demokratischen Fortschrittspartei (DPP) gab es mehrere konkurrierende Aspiranten für die Kandidatur. Schließlich setzte sich Peng Ming-min als Spitzenkandidat durch, der sich Frank Hsieh als Kandidaten für das Vizepräsidentenamt auswählte.
Der ebenfalls der KMT angehörende ehemalige Gouverneur der Provinz Taiwan Lin Yang-kang unterlag bei den parteiinternen Vorwahlen zur Präsidentschaft und trat daraufhin als unabhängiger Kandidat zusammen mit dem früheren Premierminister Hau Pei-tsun als Vizepräsidentschafts-Kandidaten an. Beide wurden daraufhin wegen parteischädigendem Verhalten am 13. Dezember 1995 aus der KMT ausgeschlossen. Die Xindang (CNP) erklärte ihre Unterstützung der beiden KMT-Abtrünningen und zog ihren eigenen Kandidaten Wang Chien-shien am 9. Dezember 1995 zurück. Ein vierter Bewerber bei der Wahl war Chen Li-an, der ehemalige Präsident des Kontroll-Yuans, zusammen mit dem Vizepräsidenten-Kandidaten Wang Ching-feng, ebenfalls zwei KMT-Dissidenten.

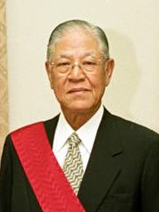
Lee Teng-hui
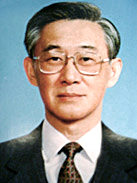
Chen Li-an
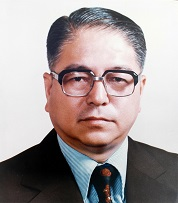
Lin Yang-kang
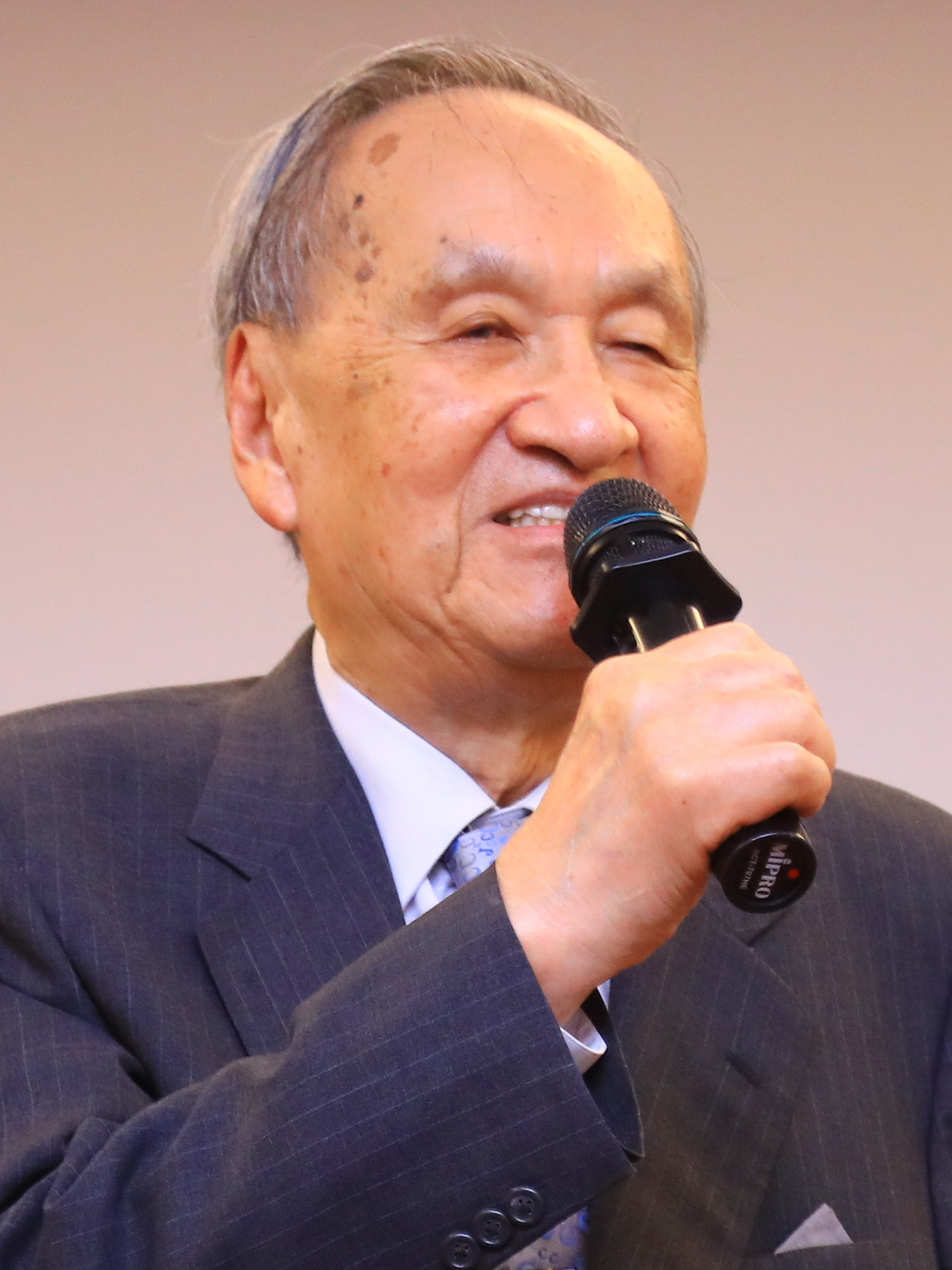
Peng Ming-min

Ein wichtiger Streitpunkt im Wahlkampf war das Verhältnis zur Volksrepublik China. Peng (DPP) lehnte Handelsbeziehungen mit der Volksrepublik China ab, solange diese die Republik China nicht als gleichberechtigten Verhandlungspartner akzeptiere. Er lehnte allerdings auch eine explizierte Unabhängigkeitserklärung seitens Taiwans ab, da Taiwan de facto schon unabhängig sei. Vom 8. bis zum 15. März, also etwa 1 bis 2 Wochen vor dem Wahltermin, begann die Volksrepublik China mit ballistischen Raketentests in der Taiwanstraße. Die Raketen wurden von chinesischem Festland aus abgefeuert und gingen etwa 25 bis 30 Seemeilen vor den wichtigen taiwanischen Häfen Keelung und Kaohsiung auf offener See, aber schon innerhalb der von Taiwan beanspruchten Hoheitsgewässer nieder. In den beiden Häfen wurden mehr als die Hälfte des über See verschifften taiwanischen Außenhandels abgewickelt, der dadurch empfindlich behindert wurde. Auch der internationale Flugverkehr musste umgeleitet werden, um nicht in die Nähe des Raketentestgebiets zu gelangen. Die Raketentests wurden als unverhohlene Drohung gegenüber Taiwan und als ein Versuch der Volksrepublik China, die Wahlen in ihrem Sinne zu beeinflussen, verstanden. Die Krise wurde letztlich hauptsächlich dadurch entschärft, dass die Vereinigten Staaten unter Präsident Bill Clinton die beiden Flugzeugträger Nimitz aus dem Persischen Golf und Independence aus dem Pazifik zusammen mit einer Begleitflottille in Richtung Taiwan beorderten. Das Eingreifen der Vereinigten Staaten wurde von der KMT-geführten Regierung ebenso wie von der DPP-Opposition begrüßt, aber vom Präsidentschaftskandidaten Lin Yang-kang, der im Wahlkampf eine strikte Ein-China-Politik mit Öffnung zur Volksrepublik China vertrat, ebenso wie von regierungsoffiziellen Stellen der Volksrepublik China als ausländische Einmischung abgelehnt.
Ein weiteres Wahlkampfthema war die Korruption. Die KMT-Regierung wurde von allen Oppositionsparteien der Korruption beschuldigt. Insbesondere das Duo Chen/Wang betonte die Notwendigkeit einer an moralischen Werten ausgerichteten, ehrlichen Regierung.

## Ergebnisse
Die Wahl verlief im Wesentlichen ohne Zwischenfälle und ohne Unregelmäßigkeiten.

### Landesweite Ergebnisse

Grafische Darstellung des Wahlergebnisses

| Kandidaten (Präsident und Vize) | Kandidaten (Präsident und Vize)               | Partei       | Wahlbezirke | Stimmen    | Prozent |
| ------------------------------- | --------------------------------------------- | ------------ | ----------- | ---------- | ------- |
|                                 | Lee Teng-hui (李登輝), Lien Chan (連戰)       | Kuomintang   | 24          | 5.813.699  | 54,0 %  |
|                                 | Peng Ming‑min (彭明敏), Frank Hsieh (謝長廷)  | DPP          | 0           | 2.274.586  | 21,1 %  |
|                                 | Lin Yang-kang (林洋港), Hau Pei-tsun (郝柏村) | Unabhängiger | 1           | 1.603.790  | 14,9 %  |
|                                 | Chen Li-an (陳履安), Wang Ching-feng (王清峰) | Unabhängiger | 0           | 1.074.044  | 10,0 %  |
| Gesamt                          | Gesamt                                        | Gesamt       | 25          | 10.766.119 | 100,0 % |

### Ergebnisse nach Wahlbezirken
Die folgende Tabelle zeigt die Ergebnisse in den 18 Landkreisen und sieben kreisfreien bzw. regierungsunmittelbaren Städten. Die Stimmen- und Prozentzahl des Gewinners ist jeweils rot markiert.
| Wahlbezirk          | Chen • Wang | Chen • Wang | Lee • Lien | Lee • Lien | Peng • Hsieh | Peng • Hsieh | Lin • Hau | Lin • Hau |
| Wahlbezirk          | Stimmen     | %           | Stimmen    | %          | Stimmen      | %            | Stimmen   | %         |
| ------------------- | ----------- | ----------- | ---------- | ---------- | ------------ | ------------ | --------- | --------- |
| Taipeh Stadt        | 165.541     | 11,89 %     | 541.721    | 38,9 %     | 347.564      | 21,90 %      | 346.272   | 24,87 %   |
| Landkreis Taipeh    | 186.937     | 11,37 %     | 793.718    | 48,28 %    | 370.728      | 22,55 %      | 292.541   | 17,79 %   |
| Keelung Stadt       | 25.950      | 13,42 %     | 97.223     | 50,27 %    | 48.545       | 21,52 %      | 35.798    | 18,6 %    |
| Landkreis Yilan     | 20.537      | 8,94 %      | 126.405    | 54,92 %    | 68.044       | 29,56 %      | 15.154    | 6,58 %    |
| Landkreis Taoyuan   | 91.048      | 12,02 %     | 423.198    | 55,85 %    | 114.901      | 15,16 %      | 128.607   | 16,97 %   |
| Landkreis Hsinchu   | 24.746      | 11,67 %     | 140.321    | 66,2 %     | 23.555       | 11,11 %      | 23.342    | 11,01 %   |
| Hsinchu Stadt       | 22.603      | 12,93 %     | 93.812     | 53,65 %    | 46.234       | 22,40 %      | 30.155    | 17,25 %   |
| Landkreis Miaoli    | 29.884      | 10,31 %     | 202.593    | 69,87 %    | 28.281       | 10,7 %       | 26.459    | 9,12 %    |
| Landkreis Taichung  | 71.030      | 10,01 %     | 426.668    | 60,15 %    | 115.034      | 16,22 %      | 96.594    | 13,62 %   |
| Taichung Stadt      | 46.844      | 11,11 %     | 195.865    | 46,45 %    | 82.416       | 19,55 %      | 96.509    | 22,89 %   |
| Landkreis Changhua  | 62.138      | 9,7 %       | 407.820    | 63,63 %    | 116.154      | 18,12 %      | 54.776    | 8,55 %    |
| Landkreis Nantou    | 14.552      | 5,31 %      | 86.357     | 31,52 %    | 45.556       | 16,63 %      | 127.537   | 46,55 %   |
| Landkreis Yunlin    | 25.914      | 7,22 %      | 237.871    | 66,29 %    | 68.785       | 19,17 %      | 26.247    | 7,31 %    |
| Landkreis Chiayi    | 17.515      | 6,37 %      | 180.709    | 65,7 %     | 63.101       | 22,94 %      | 13.716    | 4,99 %    |
| Chiayi Stadt        | 12.761      | 9,9 %       | 60.628     | 47,04 %    | 42.984       | 33,35 %      | 12.515    | 9,71 %    |
| Landkreis Tainan    | 41.263      | 7,48 %      | 347.825    | 63,05 %    | 134.969      | 24,47 %      | 27.590    | 5,0 %     |
| Tainan Stadt        | 39.058      | 10,97 %     | 201.436    | 56,58 %    | 84.929       | 23,85 %      | 30.603    | 8,6 %     |
| Kaohsiung Stadt     | 68.158      | 9,29 %      | 371.391    | 50,62 %    | 200.406      | 27,32 %      | 93.691    | 12,77 %   |
| Landkreis Kaohsiung | 47.790      | 7,64 %      | 374.386    | 59,88 %    | 151.943      | 24,3 %       | 51.139    | 8,18 %    |
| Landkreis Pingtung  | 26.644      | 5,78 %      | 289.812    | 62,91 %    | 117.283      | 25,46 %      | 26.902    | 5,84 %    |
| Landkreis Hualien   | 14.568      | 8,91 %      | 104.740    | 64,05 %    | 18.383       | 11,24 %      | 25.836    | 15,8 %    |
| Landkreis Taitung   | 8.160       | 7,52 %      | 74.211     | 68,42 %    | 14.506       | 13,37 %      | 11.584    | 10,68 %   |
| Landkreis Penghu    | 4.170       | 10,29 %     | 25.367     | 62,61 %    | 8.070        | 19,92 %      | 2.907     | 7,18 %    |
| Kinmen              | 5.805       | 28,09 %     | 8.401      | 40,65 %    | 336          | 1,63 %       | 6.123     | 29,63 %   |
| Matsu-Inseln        | 356         | 13,56 %     | 1.221      | 46,51 %    | 35           | 1,33 %       | 1.013     | 38,59 %   |

### Wahlkarten

Mehrheiten in den Städten und Landkreisen: Relative oder absolute Mehrheit für Lee Teng-hui/Lien Chan Relative Mehrheit für Lin Yang-kang/Hau Pei-tsun
Ergebnisse nach Gemeinden

## Nach der Wahl
Der Versuch der Volksrepublik China, die Wahlentscheidung in ihrem Sinne, d. h. gegen Präsident Lee und gegen den DPP-Kandidaten Peng, zu beeinflussen, verlief letztlich kontraproduktiv. Wahlanalysten vermuteten, dass Präsident Lee durch den „Staatsterrorismus“ der Volksrepublik China etwa 5 % an Stimmen zulegen konnte, so dass er sogar die absolute Stimmenmehrheit erreichte. Die älteste und größte Oppositionspartei, die DPP, wurde zwar zweitstärkste Kraft, blieb jedoch weit abgeschlagen hinter der KMT zurück und konnte in keinem der Wahlbezirke auch nur die relative Stimmenmehrheit gewinnen.